# Duellmanohyla lythrodes
Espèce
Synonymes
- Hyla lythrodes Savage, 1968

Statut de conservation UICN

 EN B1ab(iii) : En danger
Duellmanohyla lythrodes est une espèce d'amphibiens de la famille des Hylidae.

## Répartition
Cette espèce se rencontre entre 170 et 440 m d'altitude dans les plaines humides du versant Atlantique de la Cordillère de Talamanca dans le sud du Costa Rica et dans le nord-ouest du Panama,.

## Publication originale
- Savage, 1968 : A new red-eyed tree-frog (family Hylidae) from Costa Rica, with a review of the Hyla uranochroa group. Bulletin of the Southern California Academy of Sciences, vol. 67, no 1, p. 1-20 (texte intégral).